# Usine métallurgique d'Oulba
L'usine métallurgique d'Oulba (aussi appelée Oulbinsk) est une filiale de la compagnie minière Kazatomprom, l'opérateur national de l'industrie nucléaire au Kazakhstan. Il s'agit d'une usine de production d'assemblage de combustible nucléaire à base d'uranium pour alimenter les centrales nucléaires, mais aussi de production de métaux non-ferreux tels que le béryllium, le tantale et le niobium.
L'usine d'Oulba est située à Öskemen, une ville qui a beaucoup développé les  activités minières et métallurgiques pendant l'époque soviétique. Aujourd'hui, cette usine connaît des difficultés de gestion des déchets, de formation du personnel, et de vétusté des installations.

## Histoire

### 1949-1991: période soviétique
L'usine métallurgique d'Oulba est fondée en 1949 dans le cadre du programme nucléaire soviétique, alors que projet de bombe atomique soviétique aboutit cette même année à l'explosion du premier essai nucléaire de l'URSS sur le polygone nucléaire de Semipalatinsk situé à environ 200 km à l'ouest d'Öskemen.
À partir de 1964, l'usine démarre la reconversion de l’hexafluorure d'uranium enrichi (UF6) en dioxyde d'uranium (UO2) pour les applications nucléaires civiles et militaires. Elle reçoit de l'uranium faiblement enrichi provenant de deux sites nucléaires russes : l'usine d'enrichissement de Zelenogorsk et la cité atomique d'Angarsk.
À partir de 1968, l'usine d'Oulba produit de l'uranium hautement enrichi pour les réacteurs nucléaires rapides à caloporteur plomb des sous-marins de la classe Alfa et participe à la mise au point de combustible destiné aux satellites à propulsion nucléaire. L'usine met fin à ses activités d’enrichissement d’uranium dans les années 1980.
Depuis 1973, Oulba produit des pastilles de combustible nucléaire à partir d'uranium enrichi russe, elles sont ensuite utilisées dans la moitié des réacteurs nucléaires soviétiques de type VVER ou RBMK, ou bien exportées vers les États-Unis ou l'Asie.
Depuis 1985, l'usine traite de l'uranium de retraitement provenant de l'usine russe de Seversk, et produit des pastilles de combustible en incorporant ce type d'uranium pour des réacteurs occidentaux fournis par TVEL. L'usine d'Oulba est un fournisseur important pour la Chine.
Selon l'Agence internationale de l'énergie atomique, l'usine d'Oulba produit 80 % des pellets de combustible nucléaire utilisés par l'Union soviétique avant sa chute.

### Depuis 1991: reconversion civile de l'usine
Après l'indépendance du pays en 1991, les activités militaires de l'usine sont progressivement démantelées avec l'arsenal nucléaire du Kazakhstan.
En 1993, Oust-Kamenogorsk fabrique la plupart des pastilles de combustible des réacteurs russes, tant RMBK que VVER. Elle dispose alors d'une capacité de production annuelle de 2 560 tonnes de pastilles. L'hexafluorure d'uranium est transformé en dioxyde au moyen du procédé ADU qui comprend l'hydrolyse de l'hexafluorure, la précipitation du polyuranate d'ammonium, le séchage, la calcination et la réduction en dioxyde d'uranium.
En 1994, une opération secrète dénommée Projet Sapphire est menée par le gouvernement américain en coopération avec le gouvernement kazakh pour réduire la menace de prolifération nucléaire : les États-Unis ont alors mis en lieu sûr 600 kg d'uranium hautement enrichi, stockés à l'usine d'Oulba, qui provenaient des sous-marins nucléaires soviétiques de la classe Alfa.
En 2008, Moukhtar Dzhakishev et Anne Lauvergeon ont signé un accord entre Kazatomprom et Areva pour la construction d'une unité de production de combustible nucléaire de 400 t/an[réf. souhaitée]. En 2009, le projet est lancé sur le site de l'usine métallurgique d'Ulba. L'entreprise Ifastar (51 % Areva, 49 % Kazatomprom) est chargée de l'étude de faisabilité.
Le 30 novembre 2009, le Kazakhstan, les États-Unis et le Japon signent un accord selon lequel l’usine métallurgique d’Oulba est responsable du traitement du combustible nucléaire de l’entreprise japonaise Japan Nuclear Fuel Ltd ainsi que des entreprises américaines productrices de combustible nucléaire, dont elle est sous-traitant.
En 2010, l’usine réduit son activité à deux jours de travail par semaine, et ses six mille ouvriers hautement qualifiés craignent que leurs emplois soient supprimés.
En 2013, le gouvernement kazakh prévoit de créer à l'usine d'Oulba une banque internationale de combustible d'uranium faiblement enrichi, pour développer l'industrie électronucléaire tout en limitant les risques internationaux de prolifération nucléaire dans les pays inamicaux avec l'AIEA. En réaction à ce projet, plus de huit mille Kazakhstanais ont signé une pétition demandant l’annulation de l’accord d'importation de combustible nucléaire à Oust-Kamenogorsk.
L'organisme certificateur de la Technischer Überwachungsverein (TÜV-CERT) a certifié le système qualité de l'usine d'Oulba selon la norme ISO 9001.
Oulba possède de nombreuses filiales pour les services, les métiers auxiliaires et la vente, dont :
- Mashzavod Ltd, construction de machines-outils ;
- Ulba Fluorine Complex Ltd, production d'acide fluorhydrique ;
- Ulba SPC Ltd, recherche & développement ;
- Yingtan Ulba Shine Metal Materials Co. Ltd, production de bandes, feuilles et tôles en bronze au béryllium. Située à  Yingtan, en Chine. Coentreprise entre l'usine métallurgique d'Oulba et la Xingye Copper ;
- Beryllium Ltd, commercialisation des produits de Oulba en Russie et dans les pays de la Communauté des États indépendants, située à Moscou (Russie) ;
- Ulba China Co Ltd, commercialisation des produits de Oulba en Chine et en Asie du Sud-Est, située à Shanghai (Chine).